# 1945年の相撲
1945年の相撲（1945ねんのすもう）は、1945年の相撲関係のできごとについて述べる。

## 大相撲

### できごと
- 3月10日未明、B-29による東京大空襲で東京の下町は甚大な被害を受け、両国国技館は辛うじて焼け残る。現役の豊嶌雅男と枩浦潟達也（行方不明ののち、死亡認定）、西岩の射水川成吉、世話人の琴ヶ浦善治郎らが亡くなった。
- 6月、空襲で延期された夏場所（5月23日より神宮外苑相撲場で開催予定だった）を被災し大破した両国国技館で、晴天7日間非公開で開催。観客は傷痍将兵ら招待客のみ。両国国技館は十両以上の力士だけで、幕下以下は春日野部屋の稽古場で、協会幹部立ち合いで行った。場所後の番付編成会議で、東富士欽壹の大関昇進が決定。
- 10月、相撲協会は11月の秋場所開催予定を各部屋、力士たちに通達。帰郷中の力士は上京し、焼け跡に仮稽古場を作り、各部屋の稽古開始。
- 11月、連合軍の要求により、場所前に進駐軍慰安大相撲を開催。秋場所は3月10日の東京大空襲で被災した両国国技館を一部修理も天井の修復はできず、晴天10日間の興業となる。この場所から仕切り制限時間は幕内6分、十両4分、幕下3分となる。初日から休場した横綱双葉山定次は千秋楽前に引退を表明。場所後の番付編成会議で名寄岩の大関復帰が決定。一代年寄、元横綱男女ノ川登三が廃業。理事長に藤島（元横綱・常ノ花寛市）が再選。

### 本場所
- 六月場所（両国国技館・7日～13日）
幕内最高優勝 : 備州山順一（7勝0敗,1回目）
十両優勝 : 千代の山雅信（6勝1敗）
東西得点-東方79点優勝、西方76点、優勝旗手は備州山。
- 十一月場所（両国国技館・8日～22日）
幕内最高優勝 : 羽黒山政司（10勝0敗,3回目）
十両優勝 : 羽島山昌乃武（8勝2敗）
東西得点-東方115点優勝、西方95点、優勝旗手は千代ノ山

## 誕生
- 1月26日 - 真鶴照久（最高位：十両筆頭、所属：朝日山部屋）
- 2月25日 - 琉王優貴（最高位：前頭筆頭、所属：朝日山部屋、+ 2015年【平成27年】）[1]
- 3月5日 - 大位山勝蔵（最高位：前頭12枚目、所属：三保ヶ関部屋）[2]
- 3月9日 - 前の山太郎（最高位：大関、所属：高砂部屋、+ 2021年【令和3年】）[3]
- 10月20日 - 佐賀ノ海輝一（最高位：十両11枚目、所属：井筒部屋→君ヶ濱部屋、+ 1999年【平成11年】）
- 10月21日 - 千代の海茂夫（最高位：十両7枚目、所属：出羽海部屋→九重部屋）
- 10月25日 - 若ノ海正照（最高位：前頭2枚目、所属：花籠部屋、+ 1995年【平成7年】）[4]
- 10月26日 - 若吉葉重幸（最高位：前頭6枚目、所属：宮城野部屋、+ 2017年【平成29年】）[5]
- 11月15日 - 輝山大峯（最高位：十両8枚目、所属：春日野部屋）
- 12月25日 - 渥美洋正征（最高位：十両12枚目、所属：伊勢ヶ濱部屋）

## 死去
- 3月10日 - 琴ヶ浦善治郎（最高位：前頭筆頭、所属：二十山部屋、世話人：琴ヶ浦、* 1890年【明治23年】）[6]
- 3月10日 - 射水川成吉（最高位：前頭4枚目、所属：高砂部屋、年寄：西岩、* 1906年【明治39年】）[7]
- 3月10日 - 枩浦潟達也（最高位：小結（現役没）、所属：錦嶋部屋→立田山部屋、* 1915年【大正4年】）[8]
- 3月10日 - 豊嶌雅男（最高位：関脇（現役没）、所属：出羽海部屋、* 1919年【大正8年】）[9]
- 4月24日 - 錦戸春吉（最高位：前頭15枚目、所属：錦戸部屋、年寄：錦戸、* 1872年【明治5年】）[10]
- 8月15日 - 田中四郎（実業家、初代学生横綱、* 1901年【明治34年】）
- 8月23日 - 加古川辰藏（最高位：大関（大阪相撲）、所属：小野川部屋、* 1884年【明治17年】）
- 10月5日 - 綾鬼喜一郎（最高位：前頭5枚目、所属：中川部屋、* 1900年【明治33年】）[11]
- 10月30日 - 浦ノ濱栄治郎（最高位：関脇、所属：浦風部屋、* 1889年【明治22年】）[12]
- 10月30日 - 富ノ山等（最高位：前頭4枚目、所属：花籠部屋、* 1914年【大正3年】）[13]
- 11月10日 - 達ノ矢源之助（最高位：前頭2枚目、所属：千賀ノ浦部屋→芝田山部屋→出羽海部屋、年寄：君ヶ濱、* 1888年【明治21年】）[14]
- 11月16日 - 小役丸勇走（最高位：十両9枚目、所属：宮城野部屋、* 1916年【大正5年】）
- 12月14日 - 一湊政五郎（最高位：前頭4枚目、所属：出羽海部屋、* 1890年【明治23年】）[15]